# Podocnemididae
Die Podocnemididae sind eine Familie der Schildkröten, die mit acht rezenten Arten in Madagaskar und in Südamerika heimisch sind. Fossil sind allerdings sehr viel mehr Arten und Gattungen bekannt, unter anderem auch aus Nordamerika, Europa, Asien und Afrika. Zusammen mit ihren Stammgruppenvertretern (Epifamilie Podocnemidinura) reicht der Ursprung der Podocnemididae bis in die Oberkreide von Südamerika zurück. Während alle rezenten Podocnemididae in Süßgewässern leben, gibt es unter den ausgestorbenen auch marine, im Meer lebende Vertreter (Untertribus Stereogenyina).

## Merkmale
Die Podocnemididae sind typische Süßwasserschildkröten mit ovalem, flachem Panzer. Ihr größter Vertreter, die im Amazonasbecken vorkommende Arrauschildkröte (Podocnemis expansa), ist die größte, südamerikanische Süßwasserschildkröte. Von ihren nächsten Verwandten, den Pelomedusenschildkröten (Pelomedusidae), unterscheiden sich die Podocnemididae vor allem durch die Schädelmorphologie und zwar durch den Besitz eines Cavum pterygoidei (ein Spaltraum zwischen anderen Gewebestrukturen) der durch das Keilbein, das Flügelbein, den Prootic bone und das Quadratbein gebildet wird und vom Flügelbein und Keilbein unterlegt wird. Dieses Merkmal tritt nur bei den Podocnemididae auf.

## Systematik und Stammesgeschichte

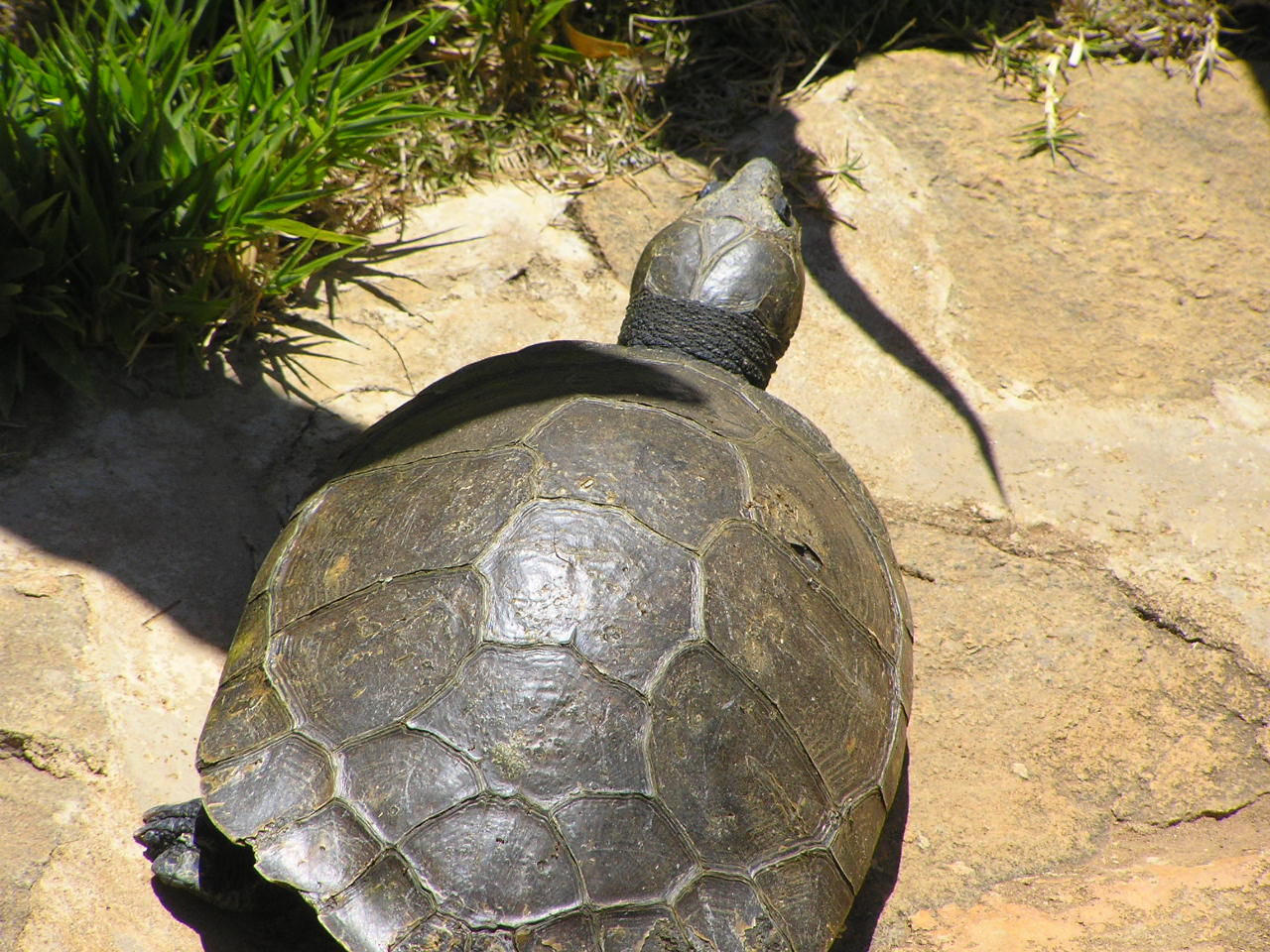
Madagassische Schienenschildkröte (Erymnochelys madagascariensis)

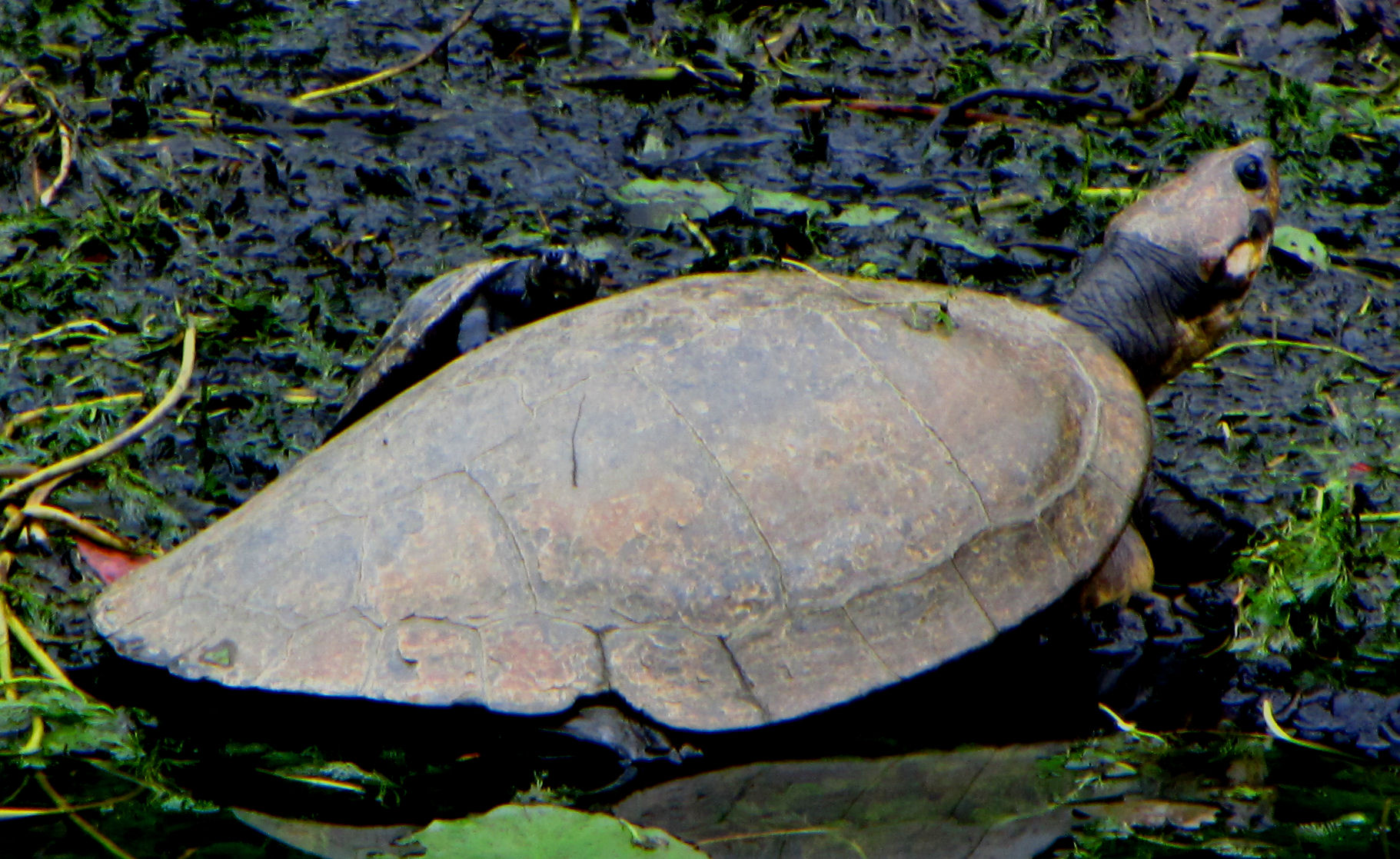
Orinoko-Schienenschildkröte (Podocnemis vogli)

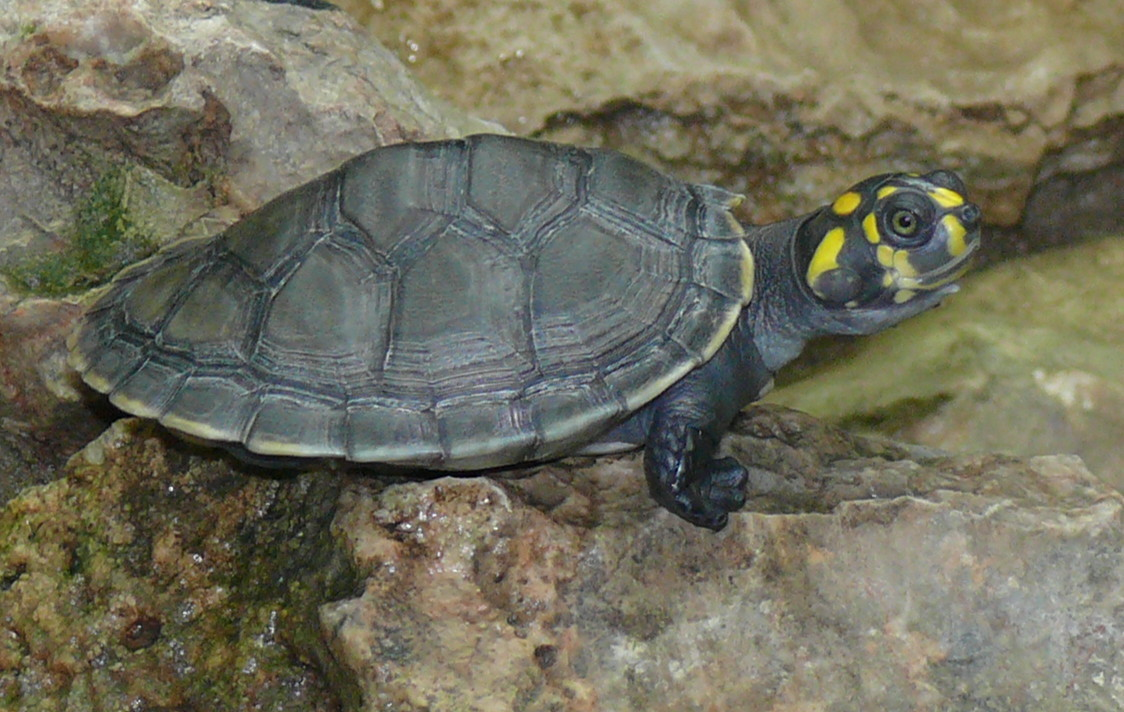
Terekay-Schienenschildkröte (Podocnemis unifilis)

Zur Familie Podocnemididae gehören nur drei rezente Gattungen und acht rezente Arten:
- Gattung Erymnochelys Baur, 1888
  - Madagassische Schienenschildkröte (Erymnochelys madagascariensis (Grandidier, 1867))
- Gattung Peltocephalus Duméril & Bibron, 1835
  - Großkopf-Schienenschildkröte oder Dumerils Schienenschildkröte (Peltocephalus dumerilianus (Schweigger, 1812))
- Gattung Podocnemis Wagler, 1830
  - Rotkopf-Schienenschildkröte (Podocnemis erythrocephala Spix, 1824)
  - Arrauschildkröte (Podocnemis expansa (Schweigger, 1812))
  - Glattrand-Schienenschildkröte (Podocnemis lewyana Duméril, 1852)
  - Höcker-Schienenschildkröte (Podocnemis sextuberculata Cornalia, 1849)
  - Terekay-Schienenschildkröte (Podocnemis unifilis Troschel, 1848)
  - Orinoko-Schienenschildkröte (Podocnemis vogli Müller, 1935)

Die ausgestorbenen, nur fossil überlieferten Gattungen der Podocnemididae sind: 
- Gattung † Albertwoodemys
- Gattung † Bairdemys
- Gattung † Bauruemys
- Gattung † Brontochelys
- Gattung † Cambaremys
- Gattung † Caninemys
- Gattung † Carbonemys (die größte bekannte Schildkröte des Paläozäns)
- Gattung † Cerrejonemys
- Gattung † Cordichelys
- Gattung † Dacquemys
- Gattung † Kenyemys
- Gattung † Lapparentemys
- Gattung † Latentemys
- Gattung † Lemurchelys
- Gattung † Mogharemys
- Gattung † Neochelys
- Gattung † Papoulemys
- Gattung † Peiropemys
- Gattung † Pricemys
- Gattung † Roxochelys
- Gattung † Shweboemys
- Gattung † Stereogenys
- Gattung † Stupendemys Wood, 1976 (die größte Süßwasserschildkröte der Erdgeschichte)
  - † Stupendemys geographicus Wood, 1976
  - † Stupendemys souzai Bocquentin & Melo, 2006
- Gattung † Turkanemys